# Julijan Stefanow
Julijan Jordanow Stefanow (bułg. Юлиян Йорданов Стефанов)  – bułgarski brydżysta, World International Master (WBF), European Master oraz European Champion w kategorii Open (EBL).

## Wyniki brydżowe

### Olimpiady
Na olimpiadach uzyskał następujące rezultaty:
| Olimpiady brydżowe. Zawody teamów | Olimpiady brydżowe. Zawody teamów | Olimpiady brydżowe. Zawody teamów | Olimpiady brydżowe. Zawody teamów | Olimpiady brydżowe. Zawody teamów | Olimpiady brydżowe. Zawody teamów |
| Rok                               | Miejsce                           | Zawody                            | Kategoria                         | Drużyna                           | Pozycja                           |
| --------------------------------- | --------------------------------- | --------------------------------- | --------------------------------- | --------------------------------- | --------------------------------- |
| 2008                              | Pekin                             | 1. Olimpiada Sportów Umysłowych   | Open                              | Bulgaria                          | 9                                 |
| 2004                              | Stambuł                           | 12. Olimpiada Teamów              | Open                              | Bulgaria                          | 29                                |

### Zawody światowe
W światowych zawodach zdobył następujące lokaty:
| Mistrzostwa Świata. Konkurencja teamów | Mistrzostwa Świata. Konkurencja teamów | Mistrzostwa Świata. Konkurencja teamów                | Mistrzostwa Świata. Konkurencja teamów | Mistrzostwa Świata. Konkurencja teamów | Mistrzostwa Świata. Konkurencja teamów |
| Rok                                    | Miejsce                                | Zawody                                                | Kategoria                              | Drużyna                                | Pozycja                                |
| -------------------------------------- | -------------------------------------- | ----------------------------------------------------- | -------------------------------------- | -------------------------------------- | -------------------------------------- |
| 2011                                   | Veldhoven                              | 40. Mistrzostwa Świata Teamów                         | Trans                                  | Bulgaria                               | 25                                     |
| 2011                                   | Veldhoven                              | 40. Mistrzostwa Świata Teamów                         | Open                                   | Bulgaria                               | 12                                     |
| 2009                                   | São Paulo                              | 39. Mistrzostwa Świata Teamów                         | Open                                   | Bulgaria                               | 3                                      |
| 2006                                   | Werona                                 | 12. Mistrzostwa Świata                                | Open                                   | Vasilev                                | 33                                     |
| 2005                                   | Estoril                                | 37. Mistrzostwa Świata Teamów                         | Trans                                  | Juls                                   | 27                                     |
| 2004                                   | Stambuł                                | 3. Transnarodowe Mistrzostwa Świata Teamów Mikstowych | Miksty                                 | Batov                                  | 2                                      |

| Mistrzostwa Świata. Konkurencja par | Mistrzostwa Świata. Konkurencja par | Mistrzostwa Świata. Konkurencja par | Mistrzostwa Świata. Konkurencja par | Mistrzostwa Świata. Konkurencja par | Mistrzostwa Świata. Konkurencja par |
| Rok                                 | Miejsce                             | Zawody                              | Kategoria                           | Partner                             | Pozycja                             |
| ----------------------------------- | ----------------------------------- | ----------------------------------- | ----------------------------------- | ----------------------------------- | ----------------------------------- |
| 2006                                | Werona                              | 12. Mistrzostwa Świata              | Open IMP                            | Rosen Gunew                         | 13                                  |

### Zawody europejskie
W europejskich zawodach zdobył następujące lokaty:
| Zawody europejskie. Konkurencja teamów | Zawody europejskie. Konkurencja teamów | Zawody europejskie. Konkurencja teamów | Zawody europejskie. Konkurencja teamów | Zawody europejskie. Konkurencja teamów | Zawody europejskie. Konkurencja teamów |
| Rok                                    | Miejsce                                | Zawody                                 | Kategoria                              | Drużyna                                | Pozycja                                |
| -------------------------------------- | -------------------------------------- | -------------------------------------- | -------------------------------------- | -------------------------------------- | -------------------------------------- |
| 2013                                   | Opatija                                | 12. Puchar Europy                      | Open                                   | K1 - Bulgaria                          | 2                                      |
| 2012                                   | Dublin                                 | 51. Mistrzostwa Europy Teamów          | Open                                   | Bulgaria                               | 9                                      |
| 2010                                   | Izmir                                  | 9. Puchar Europy Teamów                | Open                                   | Vito-Bul                               | 7                                      |
| 2009                                   | Paryż                                  | 8. Puchar Europy                       | Open                                   | BCQ-Bulgaria                           | 6                                      |
| 2009                                   | San Remo                               | 4. Otwarte Mistrzostwa Europy          | Open                                   | Vito                                   | 3                                      |
| 2008                                   | Amsterdam                              | 7. Puchar Europy                       | Open                                   | BCQ-Bulgaria                           | 3                                      |
| 2007                                   | Antalya                                | 3. Otwarte Mistrzostwa Europy          | Open                                   | Quantum                                | 9                                      |
| 2006                                   | Warszawa                               | 48. Mistrzostwa Europy Teamów          | Open                                   | Bulgaria                               | 12                                     |
| 2005                                   | Teneryfa                               | 2. Otwarte Mistrzostwa Europy          | Open                                   | Nanev                                  | 43                                     |
| 2004                                   | Malmö                                  | 47. Mistrzostwa Europy Teamów          | Open                                   | Bulgaria                               | 16                                     |

| Zawody europejskie. Konkurencja par | Zawody europejskie. Konkurencja par | Zawody europejskie. Konkurencja par | Zawody europejskie. Konkurencja par | Zawody europejskie. Konkurencja par | Zawody europejskie. Konkurencja par |
| Rok                                 | Miejsce                             | Zawody                              | Kategoria                           | Partner                             | Pozycja                             |
| ----------------------------------- | ----------------------------------- | ----------------------------------- | ----------------------------------- | ----------------------------------- | ----------------------------------- |
| 2009                                | San Remo                            | 4. Otwarte Mistrzostwa Europy       | Open                                | Wiktor Aronow                       | 162                                 |
| 2007                                | Antalya                             | 3. Otwarte Mistrzostwa Europy       | Open                                | Wiktor Aronow                       | 1                                   |
| 2005                                | Teneryfa                            | 2. Otwarte Mistrzostwa Europy       | Open                                | Władimir Michow                     | 53                                  |

## Klasyfikacja
- Julijan Stefanow – klasyfikacja WBF (ang.)
- Julijan Stefanow – klasyfikacja EBL (ang.)